# Castell de Fromenteau
El castell de Fromenteau (Château de Fromenteau en francès) és el suposat lloc de naixement d'Agnès Sorel, l'amant favorita del rei Carles VII de França. La ubicació del castell i el lloc on es trobava són controvertits en la investigació.
En el seu Europäische Stammtafeln (Arbre genealògic europeu), Detlev Schwennicke afirma «Fomenteu-en-Touraine» com el lloc de naixement. Meyers i Brockhaus escriuen «Formenteau (Touraine)». Tanmateix, no s'ha identificat cap lloc amb aquest nom o similar a Touraine.
Un altre Château de Fromenteau és avui un celler de Vallet, conegut des de l'any 1260, propietat de la família Maillard i no relacionat amb Agnès Sorel.